# Paris, Capital do Século XIX
Paris, Capital do Século XIX é considerada uma obra fundamental de Walter Benjamin, fazendo parte de seu grande projeto de análise da emergência da cultura burguesa no século XIX.
Nesta obra, Benjamin discorre sobre os célebres planos do barão Haussmann, prefeito do Sena no governo de Napoleão III, em 1853, de engrandecer e embelezar a cidade, sempre de acordo com as estratégias de defesa contra possíveis levantes civis.
Para o autor, Paris é um exemplo de cidade que cresce e se urbaniza em extensão, extravasando suas muralhas, ou seja, dilatando-se a sua superfície - que duplicou - em auréolas sucessivas que acabaram por incorporar, no espaco urbano, as aglomerações vizinhas.